# Мюлер-Тургау
Мюлер-Тургау (на немски: Müller-Thurgau) е бял винен сорт грозде, селектиран през 1882 г. от д-р Херман Мюлер-Тургау в института Гайзенхайм, Германия чрез кръстосването на сортовете Ризлинг и Силванер. Според ДНК анализи обаче, сортът всъщност е кръстоска между Ризлинг и сорта Шаселас де Кортилие. След създаването му започва масово засаждане на територията на цяла Германия (в наши дни на второ място по площи след Ризлинг). Освен в Германия (25 000 ха) сортът е разпространен и в Австрия (9% от площите, 5000 ха), Швейцария (1000 ха), Чехия (3500 ха), Франция, САЩ, Унгария, Нова Зеландия, Англия, Северна Италия и др. лозарски страни.
Познат е и с наименованията: Риванер (Австрия, Германия), Ризлинг Силванер (Швейцария), Ризлингжилвани (Унгария), Мюлер, Мюлерка, Мюлерово, Ризванец, Ризлингсилвани, Ризванац биели, Ризванер и др.
Средно зреещ сорт: узрява в средата на септември. Лозите се отличават със среден растеж и дават високи добиви. Непретенциозен към почвените условия. Дава добри резултати на добре проветриви места. Неустойчив към мана, оидиум, сиво гниене и филоксера.
Гроздът е средно голям (126 g), цилиндрично-коничен, с различна плътност. Зърната са средни (1,6 – 1,8 g), закръглени, изравнени по големина, жълтеникаво-бели със златист оттенък. Кожицата е дебела, средно твърда. Месото е зеленикаво, сочно, с приятен вкус. Сокът е безцветен.
Гроздето съдържа 19 – 23 g/100 ml захари и киселини – 4,5 – 6,2 g/l. Използва се за приготвяне на качествени бели вина с ниска киселинност, лека сладост и акцентирани мускатови нюанси, както и за купажи с други бели сортове.